# Foxborough
Foxborough is een plaats (city) in de Amerikaanse staat Massachusetts, en valt bestuurlijk gezien onder Norfolk County.

## Demografie
Bij de volkstelling in 2000 werd het aantal inwoners vastgesteld op 16.246.
In 2007 is het aantal inwoners door het United States Census Bureau geschat op 16.298, een stijging van 52 (0.3%).

## Geografie
Volgens het United States Census Bureau beslaat de plaats een oppervlakte van
54,1 km², waarvan 52,0 km² land en 2,1 km² water.

## Sport
Americanfootballteam de New England Patriots is de enige sportclub uit Foxborough die uitkomt in een van de vier grootste Amerikaanse sportcompetities. Daarnaast speelt voetbalclub New England Revolution in de Major League Soccer.
Met het Foxboro Stadium was Foxborough speelstad voor het Wereldkampioenschap voetbal 1994. Al werd de speelstad destijds vaak het nabijgelegen Boston genoemd.